# ستيفاني سن

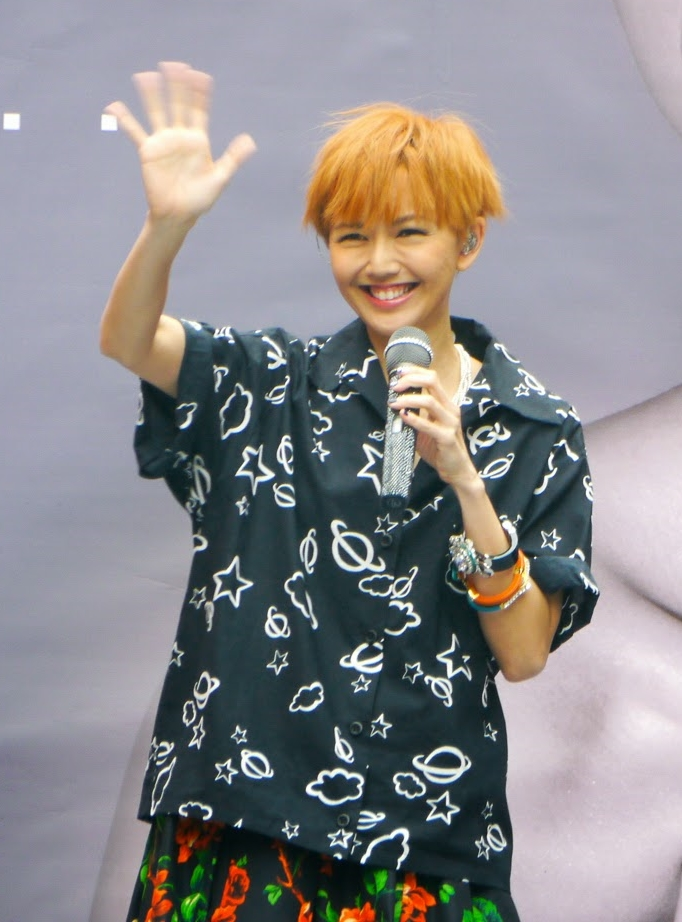
ستيفاني سن في 2014

إسمه الحقيقي سنغ إي تزي (بالإنجليزية: Sng Ee Tze) والمشهورة باسم ستيفاني سن (بالإنجليزية: Stefanie Sun) هي مغنية سنغافورية ولدت في يوم 23 يوليو 1978 في سنغافورة، ألبوماتها حققت مبيعات أكثر 30 مليون نسخة خلال مسيرتها، حالياً تستقر في تايوان ولها شهرة واسعة في الصين وهونغ كونغ وماليزيا وبلدها الأصلي سنغافورة.

## روابط خارجية
- ستيفاني سن على موقع IMDb (الإنجليزية)
- ستيفاني سن على موقع ميوزك برينز (الإنجليزية)
- ستيفاني سن على موقع إن إن دي بي (الإنجليزية)
- ستيفاني سن على موقع ديسكوغز (الإنجليزية)
- ستيفاني سن على موقع قاعدة بيانات الفيلم (الإنجليزية)